# Hemopsis angustalis
Hemopsis angustalis is een vlinder uit de familie van de grasmotten (Crambidae). De wetenschappelijke naam van deze soort is voor het eerst voorgesteld als Botys angustalis door Pieter Snellen in een publicatie uit 1890.
De soort komt voor in India (Sikkim).